# Кононенко Вадим Григорович
Вади́м Григо́рович Кононе́нко (8 липня 1920, Ізюм, Харківська область — 16 квітня 1983, Харків) — український вчений-знавець авіаційної технології та обробки металів тиском, ректор Харківського авіаційного інституту (1976—1983), лауреат Державної премії УРСР (1975).

## Короткий життєпис
1944 року закінчив Харківський авіаційний інститут, там же залишився працювати.
Протягом 1952—1957 років — декан факультету літакобудування, у 1961—1983 — завідувач кафедри технології літакобудування.
У 1964 — доктор технічних наук, 1965 — професор
У 1976—1983 роках очолював Харківський авіаційний інститут.
1972 — заслужений діяч науки УРСР.
Є автором праць щодо:
- проблем імпульсної обробки, в тому числі обробки вибухом,
- механіки твердого деформованого тіла.

Є засновником наукової школи зміни форми та руйнування металів під впливом ударних імпульсів. Автор понад 350 наукових праць, 400 винаходів, 88 патентів і однієї реалізованої ліцензії. Під його особистим керівництвом підготовлено 82 кандидати наук, надано практичну допомогу 5 докторантам при виконанні ними дисертаційних робіт.
Був членом комітету УРСР з присудження державних премій в галузі науки і техніки, головою обласного правління науково-технічного об'єднання «Машпром», депутатом Харківської Ради народних депутатів, відповідальним редактором наукових збірників, головою і членом спеціалізованих вчених рад із захисту кандидатських і докторських дисертацій.
1985 року на головному корпусі інституту встановлено пам'ятну дошку.